# 尼亞加拉園林路
尼亞加拉園林路（英語：Niagara Parkway）是加拿大安大略省尼亞加拉區一條風景道路，南起伊利堡要塞，沿尼亞加拉河西岸經尼亞加拉瀑布城往北伸延至濱湖尼亞加拉的喬治堡要塞。現有的尼亞加拉園林路於1908年動工，1931年完成，現時大部分路段由尼亞加拉公園委員會管理，而尼亞加拉瀑布城内一部分路段則由該市政府管理。

## 走線

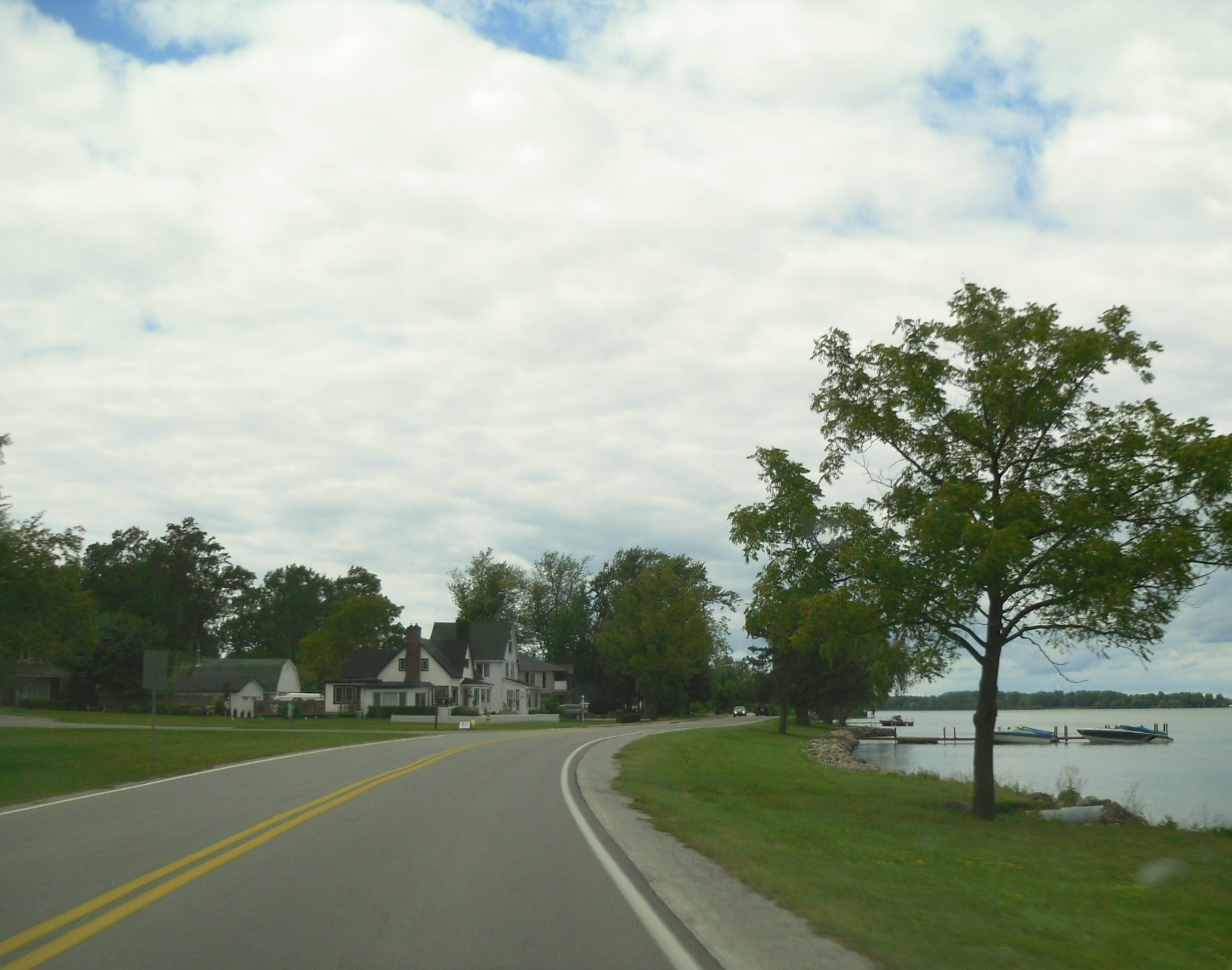
尼亞加拉瀑布以北的一段尼亞加拉園林路離尼亞加拉河河岸只得數公尺

尼亞加拉園林路是尼亞加拉半島上一條次要幹道，全長55（34英里），大部分路段來回合共兩線行車，而貫穿尼亞加拉瀑布城旅遊區的路段則來回合共四線行車。此道路大部分路段由尼亞加拉公園委員會管轄，但介乎希拉姆街（Hiram Street）和格倫維大道（Glenview Avenue）的路段則隸屬尼亞加拉瀑布城市政府。全長53（33英里）的尼亞加拉河康樂徑（Niagara River Recreation Trail）則大致與尼亞加拉園林路平行，供行人和單車使用。
尼亞加拉園林路的走線南端位於前伊利堡要塞，該路段正式稱為湖濱道（Lakeshore Road），駕駛人士從此處可取道中央大道（Central Avenue）通往尼亞加拉區3號區道（即前安大略省3號省道）和伊利沙伯皇后道。走線於梅瑟圓環（Mather Circle）以東正式改稱尼亞加拉園林路，先後穿越和平橋和國際鐵路橋（International Railway Bridge）底部，之後沿尼亞加拉河河岸往西拐，橫越黑溪（Black Creek）後再往北拐，之後進入尼亞加拉瀑布城，並取道波塔奇道（Portage Road）橫越威蘭河（Welland River）。

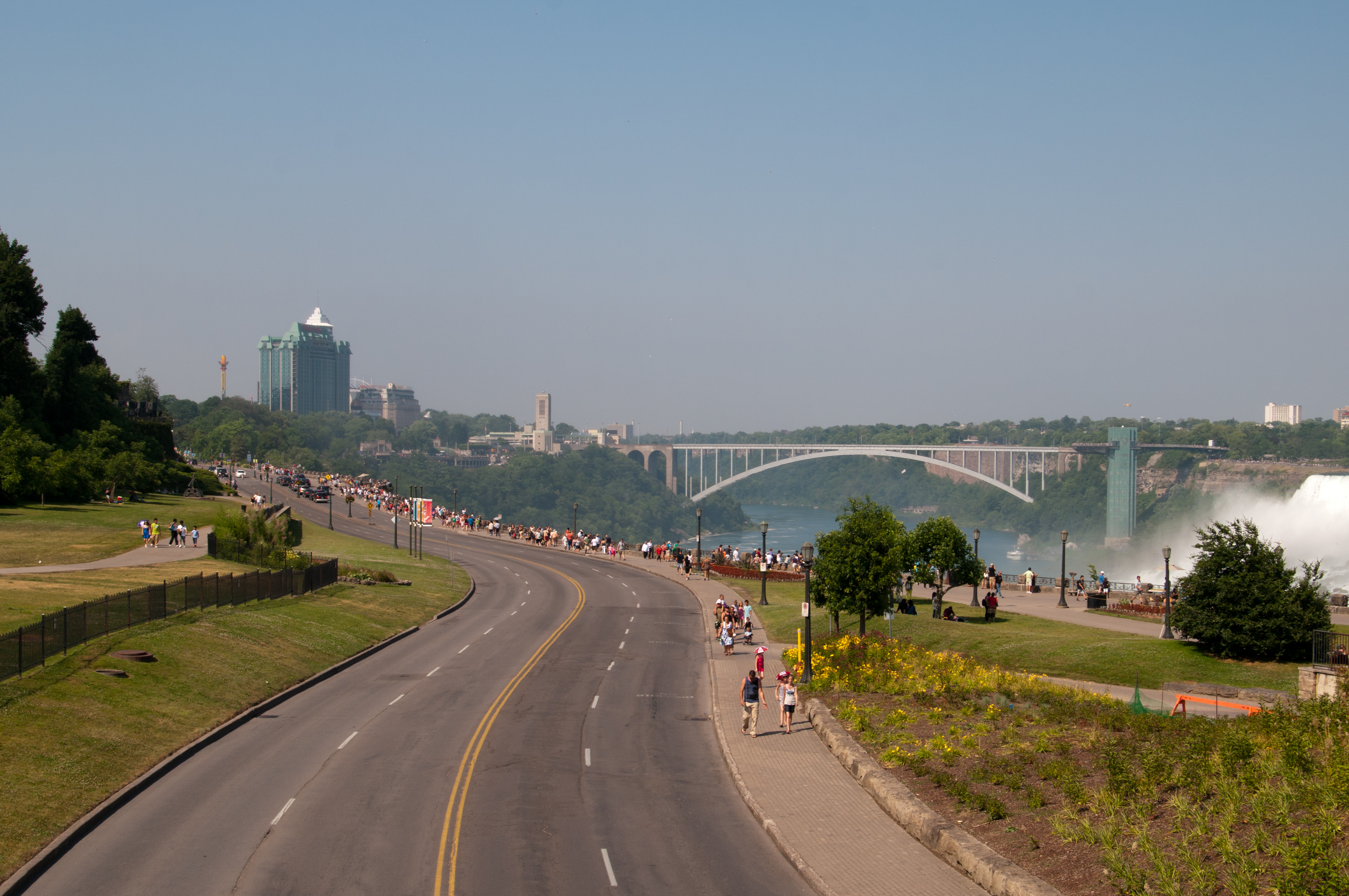
尼亞加拉瀑布城内的一段尼亞加拉園林路（攝於2012年）

尼亞加拉園林路其後掠過尼亞加拉瀑布中的馬蹄瀑布（Horseshoe Falls），並進入尼亞加拉瀑布城的遊客區。道路走線與其利夫頓山（Clifton Hill）交接後改稱大河道（River Road），並穿越彩虹橋底部；駕駛人士可取道瀑布大道（Falls Avenue）通往彩虹橋和420號公路。大河道繼續往北伸延，穿越漩渦急流橋（Whirlpool Rapids Bridge）底部後抵達漩渦急流，與域多利大道（Victoria Avenue）交接後恢復尼亞加拉園林路之名。道路之後途經尼亞加拉蝴蝶館、亞當·貝克水力發電站和尼亞加拉花卉時鐘，進入濱湖尼亞加拉鎮範圍，並穿越載有405號公路的劉易斯頓-昆士頓橋底部；尼亞加拉園林路過去曾設有交匯處通往405號公路，但該交匯處於2006年12月移除。
尼亞加拉園林路之後抵達尼亞加拉懸崖的邊緣，在懸崖底部穿越昆士頓村。道路繼續往北伸延，與約翰街（John Street）交接後改稱女王大道（Queen's Parade）並改往西北伸延，抵達喬治堡要塞後與威靈頓街（Wellington Street）交接並駁上皮克頓街（Picton Street）通往濱湖尼亞加拉鎮中心，尼亞加拉園林路亦在此告終。

## 歷史

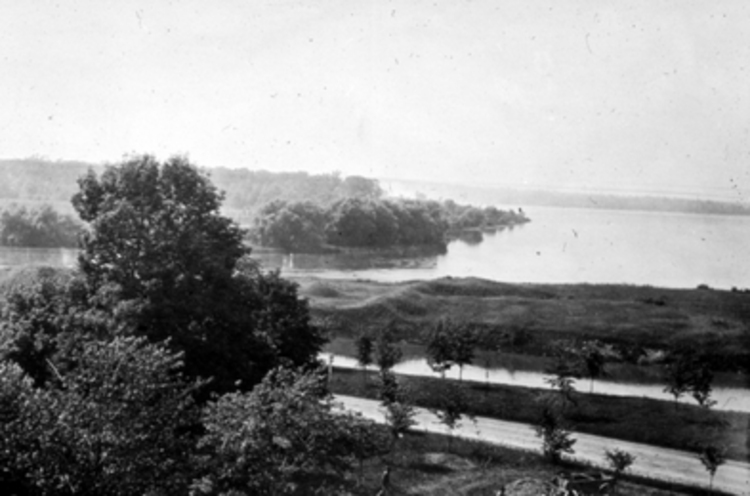
第一代威蘭運河開通後，船隻依靠沿尼亞加拉道南行的牲畜拖曳至伊利湖

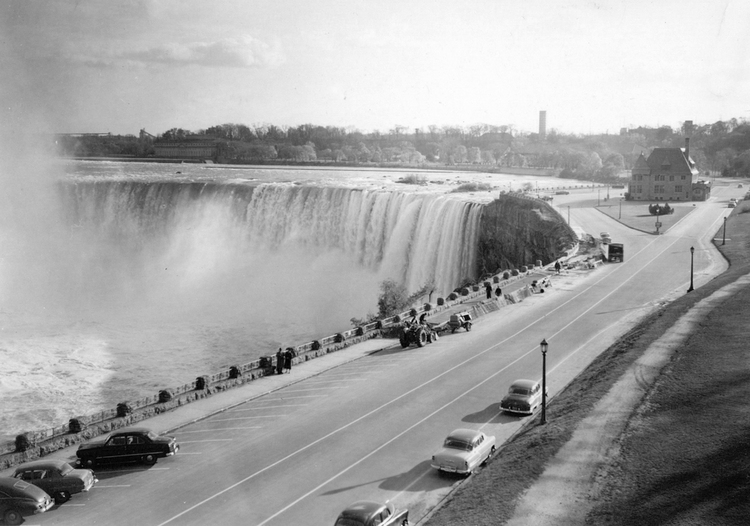
到了1950年代中，尼亞加拉園林路已大致建成現有的格局

尼亞加拉園林路的走線是安大略省歷史最悠久的交通走廊之一，在歐洲人抵步之前已是當地原住民的一條主要運輸線。英方於1786年沿尼亞加拉河西岸進行勘探，並將河邊濶一鏈（即約20公尺）的土地劃為軍事備用地，但軍事備用地旁的歐裔殖民卻將其物業周邊的圍欄一直伸展至河岸。土地委員會於1791年勒令居民拆除備用地上的圍欄，以便當局將之改建成一條公眾道路。此道路被稱為“尼亞加拉道”（The Niagara Road），並迅即成為伊利堡和喬治堡要塞之間的要道。1812年戰爭期間此道路成為運送軍隊和物資的主要走廊，令其功效更見顯著。
第一代威蘭運河於1829年開通後，從威蘭河駛進尼亞加拉河的船隻依靠沿尼亞加拉道南行的牲畜拖曳至伊利湖。隨著從羅便臣港往南直達科爾伯恩港的水道於1833年開通，威蘭運河上的船隻無需再經威蘭河和尼亞加拉河前往伊利湖，尼亞加拉道亦失去其牲畜拖曳道的功能。政府於1891年將尼亞加拉道的管轄權轉交尼亞加拉公園委員會，並於1908年批准公園委員會沿河岸徵地，以便將尼亞加拉道重鋪成一條風景宜人的園林道路。改建後的尼亞加拉園林路首期位於尼亞加拉瀑布以南的路段於1912年率先開通，而介乎尼亞加拉瀑布和漩渦急流的路段則於1915年通車。漩渦急流和昆士頓之間的路段於1921年至23年間陸續開通，而餘下介乎昆士頓和喬治堡的路段則於1931年通車。
1943年8月，時任英國首相溫斯頓·丘吉爾在前往魁北克城出席魁北克會議前，先到安大略省與時任加拿大總理威廉·萊昂·麥肯齊·金會面。期間丘吉爾取道尼亞加拉園林路到訪尼亞加拉瀑布，並謂這是“世上最美麗的星期日下午汽車旅程”（"the prettiest Sunday afternoon drive in the world"）。
1977年5月30日，介乎希拉姆街和格倫維大道的路段從尼亞加拉公園委員會轉歸尼亞加拉瀑布城市政府管轄，但仍保留為尼亞加拉園林路的一部分。

## 主要路口列表
下列為尼亞加拉園林路沿綫的主要路口，排序從南至北。
| 地點           | 公里 | 目的地                                                        | 附註                                                       |
| -------------- | ---- | ------------------------------------------------------------- | ---------------------------------------------------------- |
| 伊利堡         | 0.0  | 伊利堡要塞                                                    | 南端終點；經中央大道連接 伊利沙伯皇后道和尼亞加拉區3號區道 |
| 伊利堡         | 2.6  | 伯提街（Bertie Street，尼亞加拉區17號區道）                                |                                                            |
| 伊利堡         | 5.4  | 中央大道（Central Avenue，尼亞加拉區124號區道）                             |                                                            |
| 黑溪           | 16.3 | 尼德比道（Netherby Road，尼亞加拉區25號區道）                              |                                                            |
| 尼亞加拉瀑布城 | 27.4 | 波塔奇道（Portage Road，尼亞加拉區49號區道） 緬街（Main Street，尼亞加拉區47號區道） | 尼亞加拉園林路在此繞道橫越威蘭河                           |
| 尼亞加拉瀑布城 | 32.4 | 瀑布大道（Falls Avenue）                                                  | 通往 420號省道                                             |
| 尼亞加拉瀑布城 | 32.6 | 其利夫頓山（Clifton Hill）                                                | 尼亞加拉瀑布城遊客區                                       |
| 尼亞加拉瀑布城 | 34.8 | 女王街（Queen Street）                                                    |                                                            |
| 尼亞加拉瀑布城 | 36.8 | 域多利大道（Victoria Avenue）                                                |                                                            |
| 昆士頓         | 42.4 | 405號省道 西行往聖凱瑟琳斯和多倫多                            | 此交匯處於2006年12月移除                                   |
| 昆士頓         | 44.0 | 約克道（York Road，尼亞加拉區81號區道）                                |                                                            |
| 濱湖尼亞加拉   | 55.0 | 喬治堡要塞（Fort George）                                                |                                                            |